# Campanha de Kyūshū
A Campanha de Kyūshū de 1586-1587 fazia parte das campanhas de Toyotomi Hideyoshi que tinham como objetivo dominar o país no final do Período Sengoku da História do Japão. Ocorreu depois que  Hideyoshi já subjugara a maior parte das ilhas de Honshū e Shikoku.

## O Curso dos Acontecimentos
As batalhas vinham se tornado cada vez mais furiosas entre os Daimyōs de Kyūshū,  em 1587 o Clã Shimazu da Província de Satsuma era o mais poderoso da ilha. 
Em 1586, os Shimazu ficaram sabendo dos planos de Hideyoshi para invadir a ilha, então resolveram erguer seu posto avançado no Castelo Tachibana , retirando a grande maioria das suas forças de volta para a Província de Higo, enquanto sua vanguarda ficava na Província de Bungo. Deste ponto tomaram o Castelo Funai  do Clã Ōtomo se preparando para a invasão.
Os Ōtomo foram apoiados pelos exércitos de Sengoku Hidehisa e Chosokabe Motochika , um grande daimyō de Shikoku que fora derrotado por Hideyoshi do ano anterior, e depois disso juntou-se a ele. 
Embora a Província de Bungo, tenha finalmente caído nas mãos dos Shimazu. Sengoku e Chosokabe conseguiram seu intento de atrasar e enfraquecer as tropas Shimazu para a chegada dos exércitos de Hideyoshi e do Clã Mōri, outro aliado de Hideyoshi.
Hashiba Hidenaga , meio-irmão de Hideyoshi, desembarcou ao sul de Bungo, atacando os Shimazu no Castelo Taka (Taka-jō)  , na costa leste da Kyūshū, em 1587. Enquanto isso, Hideyoshi enviou suas forças para atacar o Castelo Ganjaku na Província de Chikuzen, dominada pelo Clã Akizuki . Mais tarde naquele ano, os dois irmãos se reuniriam na Província de Satsuma a casa dos Shimazu, para assaltar seu castelo em Kagoshima. Por fim Kagoshima não foi atacada; os Shimazu renderam-se , deixando Hideyoshi retomar sua atenção para o Go-Hōjō de Kantō, o último grande clã que se opunha a ele.
Hideyoshi usaria Kyūshū durante a década de 1590 para desferir seus ataques sobre a Coreia .

## Batalhas da Campanha de Kyūshū

### 1586
- Cerco de Toshimitsu - o Clã Shimazu  tomou os castelos  de Toshimitsu e de Funai do Clã Ōtomo, numa tática de atrasar a passagem dos aliados de Hideyoshi [4].
- Batalha de Hetsugigawa - os Clãs Sengoku, Ōtomo, e Chosokabe procuraram com esta batalha reduzir o avanço das forças Shimazu, mas ao final se retiraram, deixando a Província de Bungo para os Shimazu [5].

### 1587
- Batalha de Takajō (também chamada de Batalha de Takashiro) - Hashiba Hidenaga ataca os Shimazu na Província de Hyūga forçando-os a se retirarem para Província de Satsuma [6].
- Cerco de Ganjaku - Toyotomi Hideyoshi ataca o Clã Akizuki no norte de Kyūshū [7].
- Cerco de Akizuki - Hideyoshi continua sua luta contra os Akizuki por cercando o Castelo Oguma ; resultando na rendição dos Akizuki.
- Batalha de Sendaigawa (também chamada Bataha de Chidorigawa) - Hideyoshi e Hidenaga juntam suas forças e começam a atacar a Província de Satsuma [8].
- Cerco de Kagoshima - Hideyoshi e Hidenaga cercam a capital dos Shimazu, e conseguem sua rendição sem precisar cercar o castelo

## Guerreiros Notáveis
- Tachibana Ginchiyo
- Tachibana Muneshige
- Kato Kiyomasa
- Niiro Tadamoto

| Cerco de Toshimitsu -- Batalha de Hetsugigawa -- Batalha de Takajō -- Cerco de Ganjaku -- Cerco de Akizuki -- Batalha de Sendaigawa -- Cerco de Kagoshima |
| |